# Arietocometes wappesi
Arietocometes wappesi is een keversoort uit de familie van de boktorren (Cerambycidae). De wetenschappelijke naam van de soort werd voor het eerst geldig gepubliceerd in 2004 door Santos-Silva & Martins.